# سه مرد عامی
سه مرد عامی فیلمی به کارگردانی و نویسندگی سیامک تقی‌پور ساختهٔ سال ۱۳۷۲ است.

## خلاصه داستان
قسمت اول- زیر درخت مرمر: عزیز و گل خانم زوج کهن‌سالی هستند که در یک باغ، که در میان چند ساختمان بلند قرار دارد، زندگی می‌کنند. پیر زن می‌میرد و پیر مرد تنها می‌ماند. قسمت دوم- آسید محمد و برف: مرد گوژ پشتی به نام آسید محمد، که راننده یک اتوبوس مسافربری است، در یک گردنه برفی طی حادثه ای با زنی رو به رو می‌شود که در گذشته با او دوست بوده‌است. آنها شب هنگام گرفتار برف و بوران جاده کوهستانی می‌شوند. آسید محمد برای نجات جان مسافران از سرما اتوبوسش را به آتش می‌کشد. قسمت سوم - زندگی و ده فال گردو: دو جوان آس و پاس، که فکر می‌کنند در دنیا جایی برای زندگی ندارند، برای نجات دادن جان یک پیرزن و فراهم کردن شرایط مطلوب برای او تنها سرمایه شان را که یک گردن بند طلا است می‌فروشند و محل زندگی پیر زن را که در جوارش محل جمع‌آوری زباله است به گلستانی کوچک تبدیل می‌کنند.

## بازیگران و نقش‌ها
- محمدتقی شریفی نوری: عزیزآقا درویش
- پری امیرحمزه: خانم گل
- ملودی تقی‌پور: نوعروس
- مهدی میامی: آقاسید محمد
- صدرالدین حجازی: ابرام بلور
- مجید مظفری: نصرت طلا
- رقیه چهره‌آزاد: بی بی بلقیس
- اصغر خندان: سلیمان
- شهرام لاسمی: درقوری
- فرج‌الله وثیق: آقامعدلت
- حمید شوقی: سیف‌الله
- ابراهیم حجازی: تراب
- محمد درودیان: پلیس
- قاسم عسگری: مسافرخانه چی
- ناصر جمشیدی: معلم
- صدیقه کیانفر: بی بی نقره
- شهره سلطانی: آسیه
- سهیلا تیلاوی: انسیه
- روزبه صدرزاده: پسر آسیه